# Koki Takenaka
Koki Takenaka (竹中 公基 Takenaka Koki?), född 8 september 1992 i Osaka prefektur, är en japansk fotbollsspelare.
Takenaka började sin karriär 2011 i Tokyo Verdy. Efter Tokyo Verdy spelade han för Briobecca Urayasu, Tochigi SC och Vanraure Hachinohe.